# Уингфилд, Ричард, 1-й виконт Пауэрскорт (1697-1751)
Ричард Уингфилд, 1-й виконт Пауэрскорт (англ. Richard Wingfield, 1st Viscount Powerscourt$ 19 августа 1697 — 21 октября 1751) — англо-ирландский политик и пэр.

## Биография
Родился 19 августа 1697 года. Единственный сын политика Эдварда Уингфилда (? — 1728), депутата парламента от графства Слайго, и его жены Элинор Гор, дочери сэра Артура Гора, 1-го баронета. Потомок Фоллиота Уингфилда, 1-го виконта Пауэрскорта (1642—1717). Он получил образование в Тринити-колледже Дублинского университета.
Ричард Уингфилд заседал в Ирландской палате общин от Бойла в 1727—1743 годах.
4 февраля 1743 года для него был созданы титулы виконта Пауэрскорта из Пауэрскорта в графстве Уиклоу (Пэрство Ирландии) и барона Уингфилда из Уингфилда в графстве Уэксфорд (Пэрство Ирландии), заняв своё место в Ирландской палате лордов.
В 1746 году он стал членом Тайного совета Ирландии.
Виконт Пауэрскорт был ответственным за заказ немецкого архитектора Рихарда Кассельса на проведение масштабных работ по реконструкции Пауэрскорт-хауса в период с 1731 по 1741 год.

## Личная жизнь
Лорд Пауэрскорт был дважды женат. 30 августа 1721 года он женился первым браком на Дороти Ашер (? — 1723), дочери Кристофера Ашера и Леттис Уоддингтон. Первый брак был бездетным.
13 апреля 1727 года он женился вторым браком на Дороти Бересфорд Роули (ок. 1705 — 21 июля 1785), второй дочери Геркулеса Роули и Фрэнсис Аптон. Дети от второго брака:
- Достопочтенная Фрэнсис Уингфилд (2 июня 1728 — 31 июля 1794), в 1747 году она вышла замуж за Джона Гора, 1-го барона Аннали[3]
- Эдвард Уингфилд, 2-й виконт Пауэрскорт (23 октября 1729 — 6 мая 1764)[1], депутат Палаты общин Великобритании от Стокбриджа, умерший неженатым в 1764 году[3].
- Ричард Уингфилд, 3-й виконт Пауэрскорт (24 декабря 1730 — 8 августа 1788)[1], депутат Ирландской палаты общин от графства Уиклоу, в 1760 году он женился на леди Амелии Стратфорд, дочери Джона Стратфорда, 1-го графа Олдборо.
- Достопочтенная Изабелла Уингфилд (? — 4 сентября 1808)[1], в 1770 году она вышла замуж за сэра Чарльза Стайлза, 5-го баронета.

Лорд Пауэрскорт скончался 21 октября 1751 года. Его титулы унаследовал его старший сын Эдвард.